# Aloe antsingyensis
Aloe antsingyensis är en grästrädsväxtart som först beskrevs av Jacques Désiré Leandri, och fick sitt nu gällande namn av Leonard Eric Newton och Gordon Douglas Rowley. Aloe antsingyensis ingår i släktet Aloe och familjen grästrädsväxter. Inga underarter finns listade i Catalogue of Life.